# Austroagrion kiautai
Austroagrion kiautai är en trollsländeart som beskrevs av Günther Theischinger och Richards 2007. Austroagrion kiautai ingår i släktet Austroagrion och familjen dammflicksländor. Inga underarter finns listade i Catalogue of Life.